# 涅丹奇奇
51°31′18″N 30°38′3″E / 51.52167°N 30.63417°E

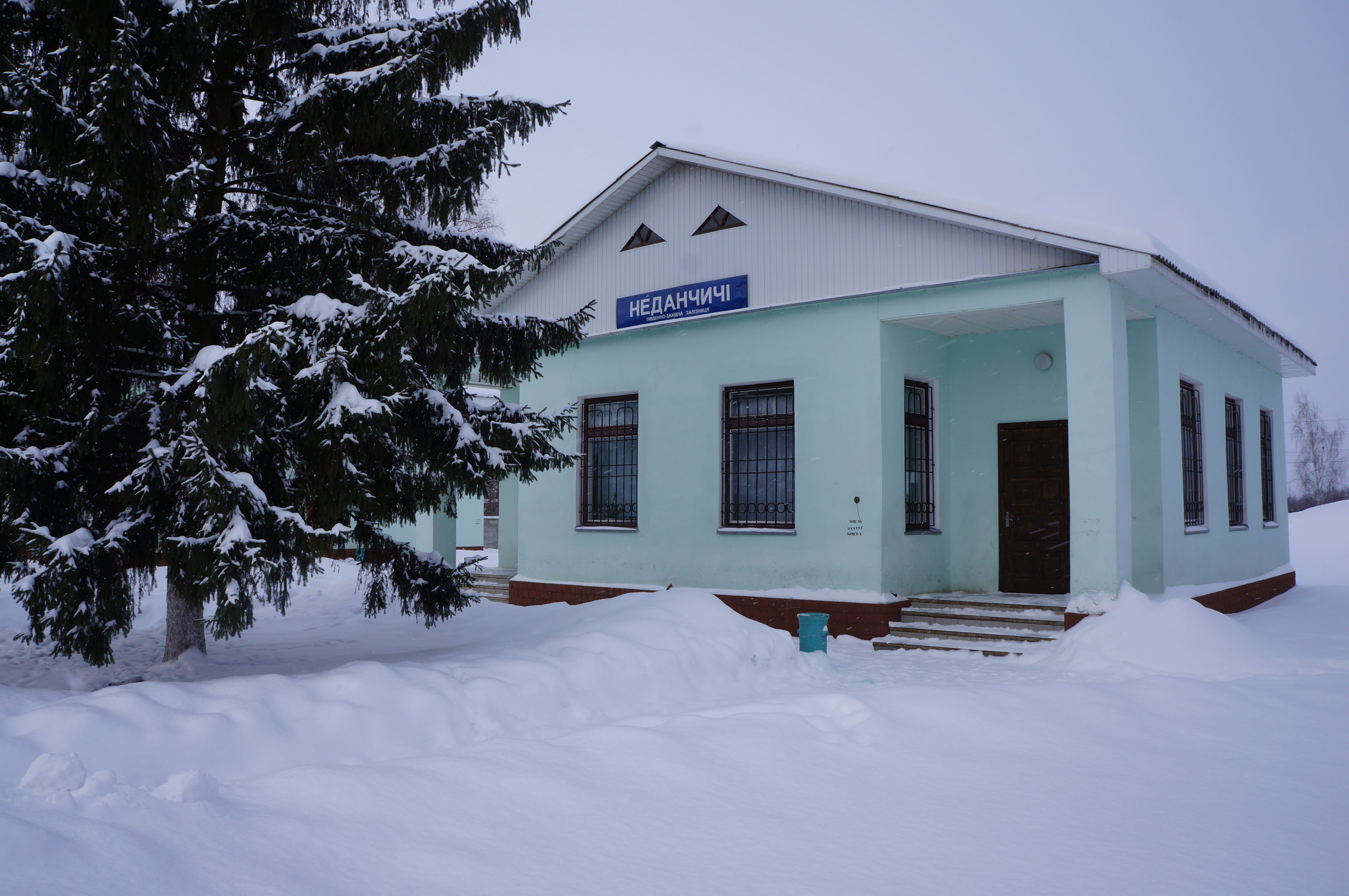

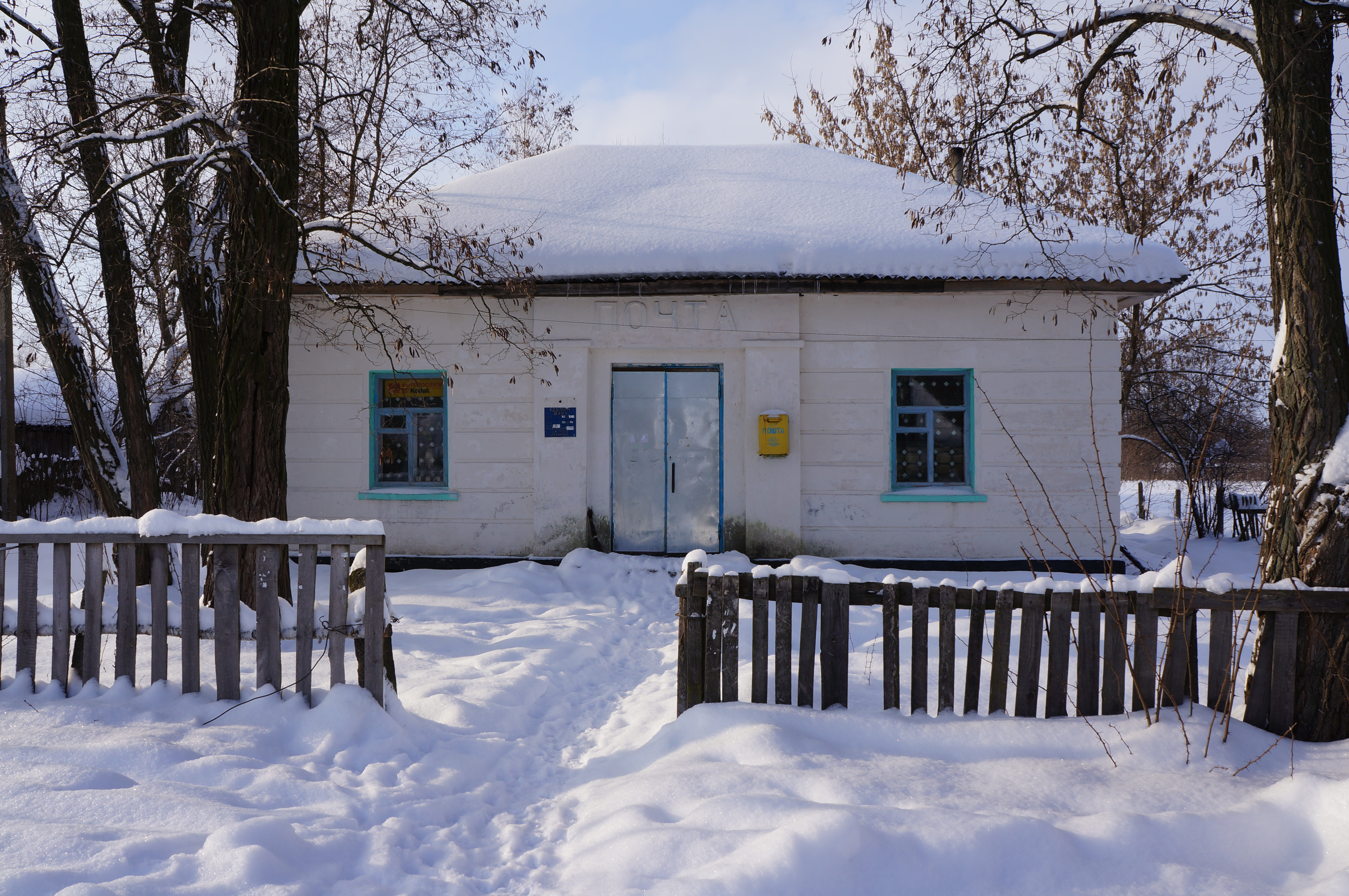

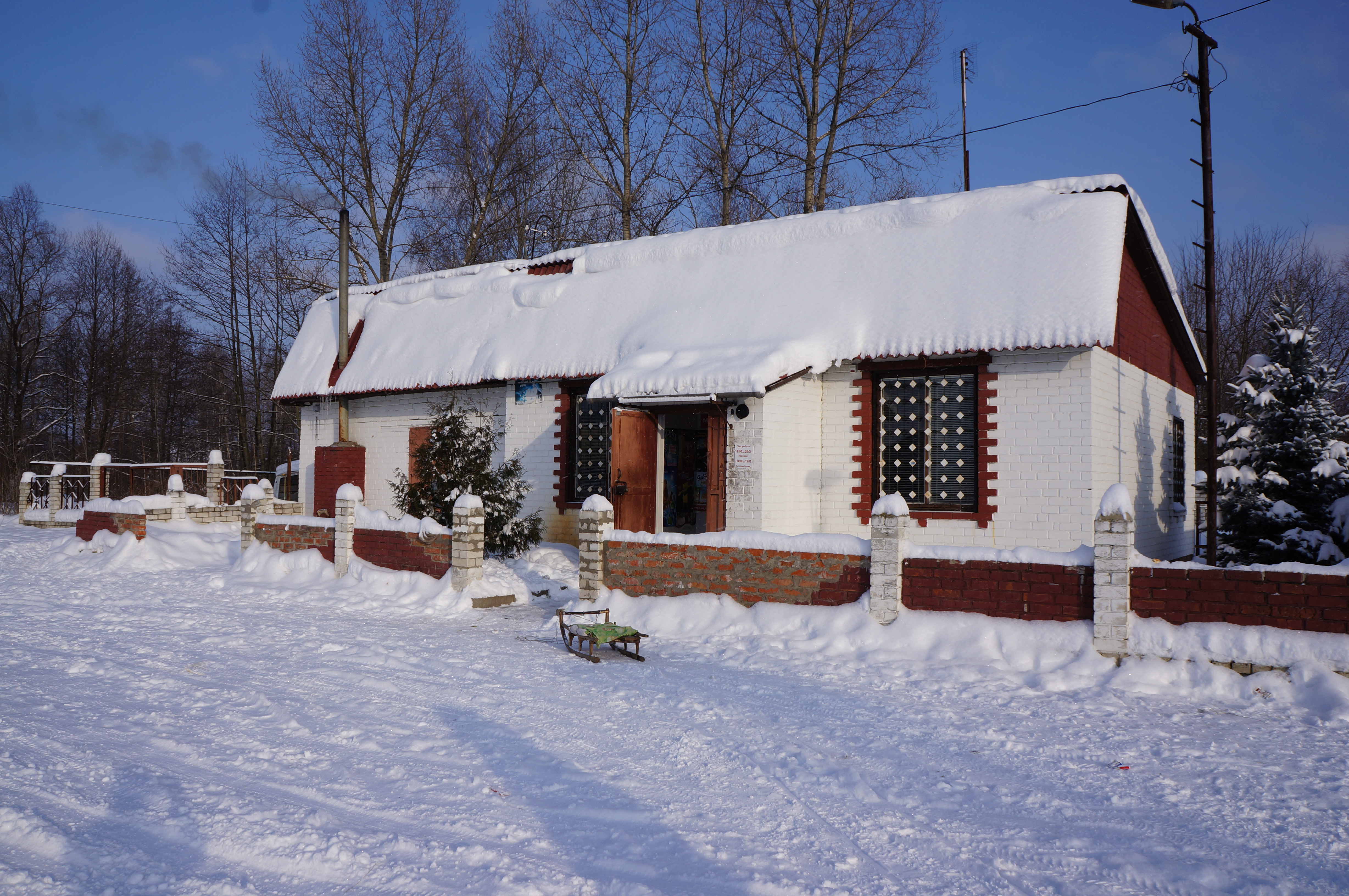

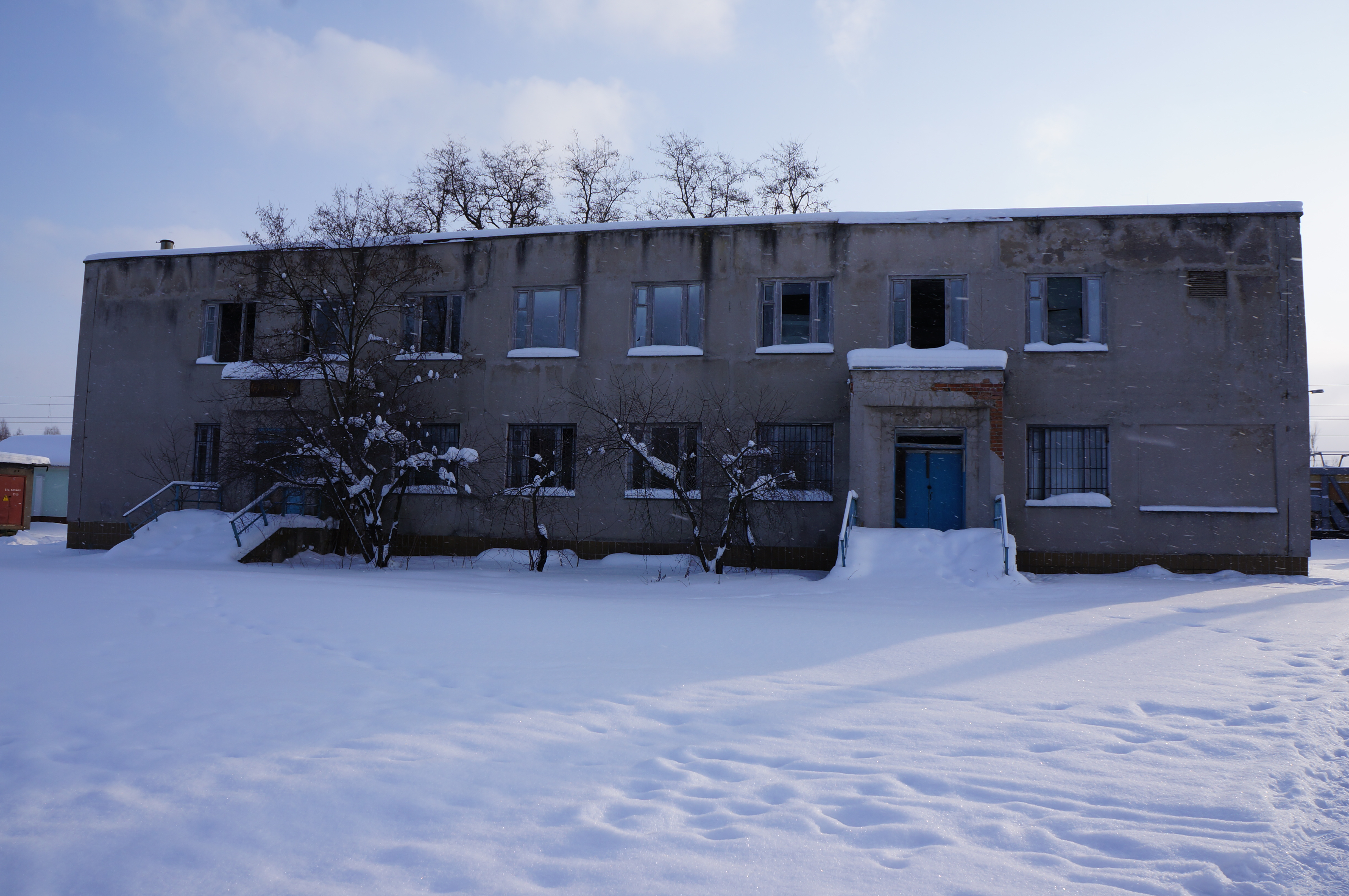

涅丹奇奇（烏克蘭語：Неданчичі），是烏克蘭北部的村莊，隸屬切爾尼希夫州的切爾尼希夫區。該村處於第聶伯河畔，始建於1651年，面積3.65平方公里，海拔高度107米，2001年人口730。